# 장윤식
장윤식(張潤植, 일본식 이름: 長潤二나가 준지/長淸二나가 세이지, 1901년 3월 14일 ~ 1949년 10월 19일)은 일제강점기의 관료로, 본적은 경성부 중구 다동이다.

## 생애
1927년 도호쿠 제국대학 문학부를 졸업한 뒤 교토 제국대학 대학원에 입학했으며 같은 해 12월에 실시된 고등문관시험 행정과에 합격했다. 1928년 4월 조선총독부 내무국 지방과 속(屬)으로 재직했고 1930년 4월 28일 경기도 이사관 겸 산업과장, 1933년 5월 18일 조선총독부 농촌진흥회 간사로 선임되었다.
1935년 4월 1일 충청남도 이사관으로 임명된 뒤부터 충청남도 내무부 산업과장, 물산진열소장, 보통시험위원, 순사징계위원회 예비위원(1935년 4월 10일)을 겸임했으며 1936년 충청남도 산업장려과장(1936년 4월 1일), 평양세무감독국 경리부장(1936년 5월 21일)을 역임했다. 1937년 7월 3일 평양세무감독국 세무부장으로 임명되었고 1940년 4월 29일 중일 전쟁에 협력한 공로를 인정받아 일본 정부로부터 훈6등 서보장을 받았다.
1940년 대구세무감독국 직세부장(1940년 9월 18일), 대구세무감독국 관할 소득심사위원회 위원(1940년 11월 9일 임명)을 역임했으며 1941년 5월 9일 일본 정부로부터 훈6등 서보장을 받았다. 1941년 5월 31일 황해도 참여관 겸 산업부장으로 임명된 뒤부터 황해도 문관보통징계위원, 황해도 도사원징계위원, 황해도 문관보통시험위원, 황해도 미곡통제조합연합회장(1941년 5월 31일 임명), 황해도 농회장(1941년 6월 16일 ~ 1942년 12월 19일), 황해도 임금위원회 위원(1941년 7월 9일 임명), 황해도 방공위원회 위원(1941년 7월 14일 임명)을 역임했고 1940년 5월 1일 종5위, 1945년 5월 10일 고등관 2등에 각각 서위되었다.
1942년 12월 19일부터 1945년 5월 11일까지 충청북도 참여관 겸 산업부장을 역임하는 동안 충청북도농회 회장(1942년 12월 19일 ~ 1943년 10월 19일), 충청북도 임금위원회 위원(1943년 1월 9일), 충청북도 광공부장(1943년 12월 1일)을 역임했으며 1944년 9월 조선철도간선긴급증강 부산지방연락부 간사를 역임했다. 1945년 6월 6일부터 광복 때까지 조선총독부 중추원 참의를 역임했으며 광복 이후인 1949년 8월 반민족행위특별조사위원회에 자수했다.
친일파 708인 명단의 조선총독부 사무관 부문, 도 참여관 부문, 중추원 부문, 민족문제연구소의 친일인명사전 수록자 명단의 관료 부문, 중추원 부문, 친일반민족행위진상규명위원회가 발표한 친일반민족행위 705인 명단에 포함되었다.

## 참고자료
- 친일반민족행위진상규명위원회 (2009). 〈장윤식〉. 《친일반민족행위진상규명 보고서 Ⅳ-15》. 서울. 510~518쪽.